# Berdysz

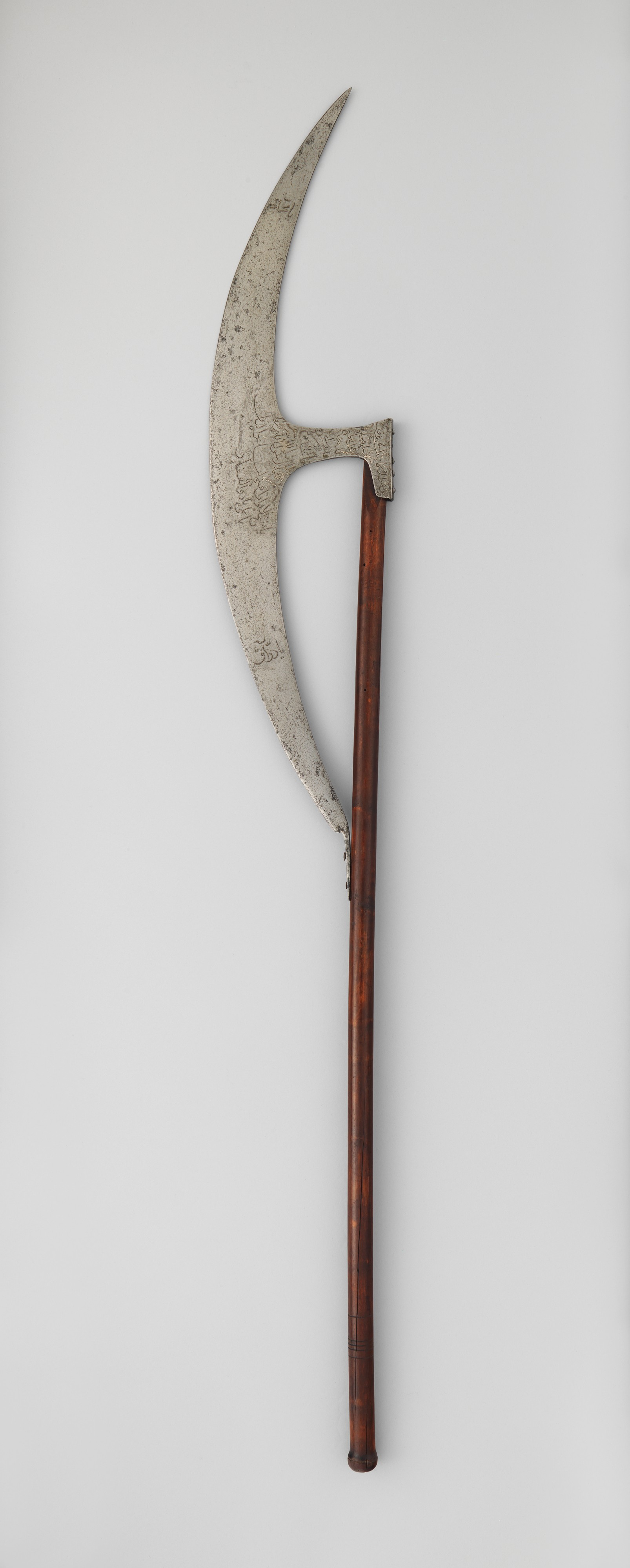
Berdysz

Berdysz, bardysz (łac. barducium – siekierka) – broń drzewcowa piechoty będąca ciężkim, szerokim toporem o zakrzywionym ostrzu i długim drzewcu mierzącym około 1,8 metra.
Berdysz znany był już w starożytności, ale rozpowszechniać zaczął się w średniowieczu, także w XIV wieku w Europie Wschodniej, gdzie był używany przez piechotę do walki z jazdą. W XVI i XVII wieku, szczególnie typowy dla piechoty moskiewskiej, między innymi oddziałów strzelców.

## Berdysz w Wojsku Polskim
W Rzeczypospolitej w 1674 roku król Jan III Sobieski wprowadził w wojsku polskim tak zwany zmodyfikowany „berdysz mały”, używany jako podpórka zamiast forkietu podczas strzelania z muszkietu, a także jako broń biała.
Według zaleceń królewskich piechurzy polscy mieli zbliżać się do przeciwnika, oddając tylko jedną salwę, po czym – zawiesiwszy muszkiety na plecach – atakować berdyszami. Zgodnie z analizą rachunków regimentów pieszych z lat 1685–1697 używano berdyszów o trzech długościach – 110, 135 i 155 centymetrów. Należy przypuszczać, że służyły one jako forkiety dla żołnierzy strzelających (kolejno) z pozycji klęczącej, pochylonej i stojącej. W tej konfiguracji stosowano szyk trzyszeregowy, bardzo skuteczny i w obronie, i w natarciu.
Berdysze znajdowały się na wyposażeniu wojska polskiego do lat dwudziestych XVIII wieku.